# Sphragista quadriguttata
Sphragista quadriguttata är en fjärilsart som beskrevs av Schultze 1934. Sphragista quadriguttata ingår i släktet Sphragista och familjen tofsspinnare. Inga underarter finns listade i Catalogue of Life.